# WolfSSL
wolfSSL (이전 이름 CyaSSL)는 임베디드 시스템 개발자의 사용을 타겟으로 한 소형의 휴대성 좋은 내장 SSL / TLS 라이브러리이다. C 언어 로 작성된 TLS (SSL 3.0 TLS 1.0, 1.1, 1.2, 1.3, DTLS 1.0, 1.2)의 오픈 소스를 구현한다. SSL / TLS 클라이언트 라이브러리 및 서버 라이브러리를 포함, SSL 및 TLS에서 정의 된 다양한 API 외에 지원한다. 또한 OpenSSL에서 주로 사용되는 함수와 호환의 인터페이스를 제공하고있다.
wolfSSL / CyaSSL의 전신 인 yaSSL는 임베디드 환경과 자원의 한정된 리얼 타임 OS를 위한 C ++ 로 작성된 SSL 라이브러리이다.

## 플랫폼
wolfSSL는 Win32 / 64, Linux, macOS, Solaris, ThreadX, VxWorks, FreeBSD, NetBSD, OpenBSD, 임베디드 Linux, Haiku, OpenWrt, iPhone, Android, Nintendo Wii 및 Gamecube는 DevKitPro 통하며 QNX,  MontaVista, Tron variants, NonStop, OpenCL, Micrium의 MicroC / OS-II, FreeRTOS, SafeRTOS, 프리 스케일 MQX, Nucleus, TinyOS, TI-RTOS, HP-UX, uTasker 및 embOS에서 이용 가능하다.

## 역사
yaSSL의 시작은 2004년으로 거슬러 올라간다. 2004년 당시 OpenSSL 가 가능했고, 그 라이센스는 OpenSSL License 및 SSLeay license의 듀얼 라이센스라는 것이 독특한 것이었다. yaSSL은 상용 라이선스와 GPL로 듀얼 라이센스에서 사용할 수 있는 OpenSSL의 대안으로 개발되었다 . yaSSL는 더 정교한 API 상용 개발의 지원, OpenSSL과의 완벽한 호환성을 제공했다. wolfSSL/CyaSSL/yaSSL의 첫 시작은 MySQL에서 이용되었다. 이 결과, yaSSL은 MySQL과의 번들링을 통해 수백만 단위의 매우 높은 보급을 실현했다.

## 프로토콜
자세한 내용은 Transport Layer Security를 참조
wolfSSL는 다음의 다양한 프로토콜을 실현하고있다 :
·        SSL 3.0, TLS 1.0, TLS 1.1, TLS 1.2, TLS 1.3
·        DTLS 1.0, DTLS 1.2
프로토콜 Notes:
·        SSL 2.0은 RFC 6176 에 의해 2011년 폐지되었다. WolfSSL은 이를 서포트하지 않는다.
·        SSL 3.0은 RFC 7568 에 의해 2015년 폐지되었다. POODLE 공격에 대응하여, SSL 3.0은 wolfSSL 3.3.6 이후 기본적으로 비활성화되었으나, 컴파일 시간 옵션으로 사용될 수 있다.

## 알고리즘
wolfSSL는 다음의 암호화 라이브러리를 사용하고있다 :

### wolfCrypt
기본적으로 wolfSSL 표준에서는 wolfCrypt에서 제공되는 암호화 서비스를 사용한다. wolfCrypt은 RSA, 타원 곡선 암호, DSS, Diffie Hellman, EDH, NTRU, DES, Triple DES, AES ( CBC, CTR , CCM , GCM ) Camellia, IDEA, ARC4, HC-128, ChaCha20, MD2, MD4, MD5, SHA-1, SHA-2, BLAKE2, RIPEMD-160, Poly1305, 난수 생성 , 대규모 정수 연산베이스 16/64 인코딩 / 디코딩을 지원한다. 유럽의 eSTREAM 공용 도메인 스트림 암호 Rabbit 도 포함되어있다. Rabbit은 고성능, 높은 부하 환경에서의 암호화 스트리밍 미디어에 잠재적으로 유용성이 있다. wolfCrypt는 SSL의 일종을 위해 필요한 기능에 특화하는 한편, 최대한의 이식성을 얻을 수 있도록 배려되어있다.
wolfCrypt는 또한 Curve25519과 Ed25519을 지원한다.
wolfCrypt는 MIT Kerberos(빌드 옵션 사용)를 포함하여 몇 가지 소프트웨어 패키지와 라이브러리의 백엔드 암호화 구현으로 활약하고있다.

### NTRU
CyaSSL +에는 NTRU 공개 키 암호화가 포함되어 있다. CyaSSL +에의 NTRU의 추가는 yaSSL과 Security Innovation의 파트너십의 결과였다. NTRU는 다른 공개 키 암호화와 같은 수준의 보안을 작은 비트 수로 제공하므로 모바일 및 임베디드 환경에서 잘 작동한다. 게다가 TRU 또는quantum attack에 대해서도 취약점이 알려져 있지 않다. TRU를 사용하하는 암호화 세트는 CyaSSL + 을 비롯하여 AES-256, RC4 또는 HC-128 등에서 사용 가능하다.

## SGX
wolfSSL는 인텔 SGX (소프트웨어 보호 확장)을 지원한다. 인텔 SGX는 공격 대상 영역을 줄이고 기존의 코드에서 눈에 띄는 성능 저하 없이 높은 수준의 안전성을 확보하고있다.

## 암호화 하드웨어 가속 지원
Intel AES-NI (Xeon 및 Core 프로세서 제품군)
| AES - GCM | 128, 192, 256 bit |
| AES -CCM  | 128, 192, 256 bit |
| AES -CBC  | 128, 192, 256 bit |
| AES -ECB  | 128, 192, 256 bit |
| AES -CTR  | 128, 192, 256 bit |
|           |                   |

AVX1 / AVX2 (Intel 및 AMD x86)
| SHA-256 |
| SHA-384 |
| SHA-512 |
|         |

RDRAND (Intel 64 IA-32 아키텍처)
| SHA-256 |
| SHA-512 |
|         |

RDSEED (Intel Broadwell, AMD Zen)
| SHA-256 |
| SHA-512 |
|         |

Freescale Coldfire SEC 보관됨 2017-03-16 - 웨이백 머신 (NXP MCF547X 및 MCF548X)
| DES -CBC  | 64 bit            |
| 3DES -CBC | 192 bit           |
| AES -CBC  | 128, 192, 256 bit |
|           |                   |

Freescale Kinetis MMCAU 보관됨 2017-03-16 - 웨이백 머신 K50, K60, K70 및 K80 (ARM Cortex-M4 core)
| MD5       | 128 bit digest    |
| SHA1      | 160 bit digest    |
| SHA256    |                   |
| DES-CBC   | 64 bit            |
| 3DES -CBC | 192 bit           |
| AES -CBC  | 128, 192, 256 bit |
| AES -CCM  | 128, 192, 256 bit |
| AES - GCM | 128, 192, 256 bit |
| AES -ECB  | 128, 192, 256 bit |
|           |                   |

ST 마이크로 일렉트로닉스 STM32 F1, F2, F4, L1, W 시리즈 (ARM Cortex - M3 / M4)
| RNG       |                   |
| DES -CBC  | 64 bit            |
| DES -ECB  | 64 bit Encrypt    |
| 3DES -CBC | 192 bit           |
| MD5       | 128 bit           |
| SHA1      | 160 bit           |
| AES -CBC  | 128, 192, 256 bit |
| AES -CTR  | 128, 192, 256 bit |

CubeMX 및 Std Per Lib
Cavium NITROX (III / V PX 프로세서)
| RNG       |                                       |
| AES -CBC  | 128, 192, 256 bit                     |
| 3DES -CBC | 192 bit                               |
| RC4       | 2048 bit 최대                         |
| HMAC      | MD5 , SHA1 , SHA256 , SHA3            |
| RSA       | 512 - 4096 bit                        |
| ECC       | NIST Prime 192, 224, 256, 384 and 521 |
|           |                                       |

Microchip PIC32 MX / MZ (Embedded Connectivity)
| MD5       | 128 bit digest      |
| SHA1      | 160 bit digest      |
| SHA256    |                     |
| HMAC      | MD5 , SHA1 , SHA256 |
| DES -CBC  | 64 bit              |
| 3DES -CBC | 192 bit             |
| AES -CBC  | 128, 192, 256 bit   |
| AES -CTR  | 128, 192, 256 bit   |
| AES - GCM | 128, 192, 256 bit   |
|           |                     |

Texas Instruments TM4C1294 (ARM Cortex-M4F)
| DES -CBC  | 64 bit            |
| 3DES -CBC | 192 bit           |
| AES -CCM  | 128, 192, 256 bit |
| AES - GCM | 128, 192, 256 bit |
| AES -ECB  | 128, 192, 256 bit |
| AES -CTR  | 128, 192, 256 bit |
| AES -CBC  | 128, 192, 256 bit |
|           |                   |

Nordic NRF51 (Series SoC family 32-bit ARM Cortex M0 processor core)
| AES -ECB | 128 bit |
| RNG      |         |
|          |         |

Microchip / Atmel ATECC508A (MPU 또는 MCU 호환)
| ECC | 256 bit (NIST-P256) |
|     |                     |

ARMv8 보관됨 2011-11-11 - 웨이백 머신
| AES -CBC  | 128, 192, 256 bit |
| AES -CTR  | 128, 192, 256 bit |
| AES - GCM | 128, 192, 256 bit |
| SHA256    |                   |
|           |                   |

Intel QuickAssist 기술
| RSA       | 512 - 4096 bit            |
| SHA1      | 160 bit digest            |
| SHA2      | 224, 256, 384 and 512 bit |
| AES -CBC  | 128, 192, 256 bit         |
| AES - GCM | 128, 192, 256 bit         |
| ECC       | Any curve or bit strength |
| HMAC      | SHA1 , SHA2               |
| MD5       |                           |
|           |                           |

Freescale NXP LTC
| Curve25519 | 256 bit           |
| Ed25519    | 256 bit           |
| AES -CCM   | 128, 192, 256 bit |
| AES -ECB   | 128, 192, 256 bit |
| AES -CBC   | 128, 192, 256 bit |
| AES -CTR   | 128, 192, 256 bit |
| AES - GCM  | 128, 192, 256 bit |
| SHA1       | 160 bit digest    |
| SHA256     |                   |
| ECC        | 128, 256 bit      |
| ECC-DHE    | 128, 256 bit      |
| RSA        | 512 - 4096 bit    |
|            |                   |

## 라이센스
wolfSSL는 오픈 소스로, GNU General Public License GPLv2에 상용 라이센스를 받아 이용 가능하다.

## 같이 보기
- 전송 계층 보안
- TLS 구현의 비교
- 네트워크 보안 서비스
- OpenSSL